# Testun
Il testun (dal piemontese "testa grossa e dura, testone") è un formaggio prodotto nel Monregalese, in provincia di Cuneo, e in Valle Erro, in provincia di Alessandria, in Piemonte.

## Descrizione
Il testun è un formaggio grasso a base di latte pecorino a cui vengono a volte aggiunte tracce di vaccino. Presenta una pasta leggermente rugosa di media consistenza e con un colore biancastro, una crosta di color paglierino e un'occhiatura di dimensione fine media. Le forme sono alte 8/10 cm, presentano un diametro di 30/36 cm e pesano fra i 4 e gli 8 kg. A volte viene avvolto in foglie di castagno o insaporito con il Barolo. Un tempo usato come formaggio da grattugia sulla pasta, il testun si presta bene con il vino rosso ed è ideale come condimento per gli gnocchi. Rientra fra i prodotti agroalimentari tradizionali italiani.

## Produzione
La tecnologia di lavorazione del testun è la medesima della toma di Lanzo. Nonostante ciò, in certe zone del cuneese, il metodo di produzione del testun è invece più simile a quello del Bra e del Nostrano in genere: dopo aver fatto coagulare il latte a una temperatura di 37 °C, il latte viene cagliato e fatto riposare sotto siero. Infine, l'impasto viene mescolato, collocato in appositi stampi e infine sottoposto a pressione. Dopo essere stato salato, il formaggio viene sottoposto a media o lunga stagionatura. Se viene fatto riposare nel fieno di montagna, il formaggio prende il nome di testun del fen. Il testun viene prodotto fra giugno e settembre, durante il periodo dell'alpeggio.